# 10780 Apollinaire
10780 Apollinaire è un asteroide della fascia principale. Scoperto nel 1991, presenta un'orbita caratterizzata da un semiasse maggiore pari a 2,6162080 UA e da un'eccentricità di 0,1966607, inclinata di 6,36768° rispetto all'eclittica.
L'asteroide è dedicato a Guillaume Apollinaire, celebre poeta e scrittore francese.